# Чечень
Чечень – острів у північно-західній частині Каспіського моря, найбільший з островів Чеченського архіпелагу, відокремлений від суходолу протокою Чеченський прохід. Острів має 30 км у дожину та 5км у ширину. Адміністратино входить до складу Кіровського району міста Махачкали, Дагестан, Росія

## Назва
Острів Чечень віддавна входив до складу чеченської історичної області Арар-Акка (Аух) та отримав свою назву від етноніму Шешен – Чечан – Чечен (назвачеченського народу), яка зустрічається як на рівнині, так і в горах. Наприклад Сесанхой (чеченський тейп), Сесан – Юрт, Цецан – Юрт, Чечен – Аул. За іншою версією наза походить від плетених кошиків для зберігання риби.

## Населення
На острові проживали мешканці різних чеченських тейпів. Основним заняттям мешканці острова Чечень було рибальство.
Однак за сучасним адміністративним поділом РФ та історичними й політичними подіями, острі входить до складу Республіки Дагестан де основним населенням є росіяни та представники різних дагестанських народів, здебільшого аварці які займаються браконьєрством у літній період.
 
Втім існує версія, що перші поселенці на острові – пірати, селяни-втікачі та старовіри з різних губерній Росії. Вони займались рибальстом, вели господарство та грабували купецькі судна.
Розпад СРСР боляче вдарив по економіці острова – розташований тут рибальський колгосп імені Чапаєва збанкрутував, закрились магазини, дитячі садки і навіть лікарню, а єдиним транспортом на острові залишились старі мотоцикли. Отож до 1991 року населення острова складало 2 тисячі чоловік, а станом на 2015 тут залишилось 15 сімей.

## Транспорт
У радянські часи острів з материком ма повітряне сполучення – кілька разі на тиждень літали кукурузники та гвинтокрили. Зараз на острів можна дістатись лише водою, при цьому мешканці мають саморобні човни.